# Crystal Chappell
Crystal Chappell (Silver Spring, 4 agosto 1965) è un'attrice statunitense.

## Carriera
Crystal Chappell ha recitato negli anni in varie soap opera statunitensi. Nel 1990 interpretò un ruolo di breve durata nella soap opera Santa Barbara: è Jane Kingsley, una ex compagna di scuola di Eden Capwell che morirà a causa di un'overdose. Nel giugno dello stesso anno è entrata nel cast della popolare soap Days of our lives (nota in Italia come Il tempo della nostra vita) dove ha interpretato la dottoressa Carly Manning. L'attrice lascia Il tempo della nostra vita nel 1993 e tra il 1995 e il 1997 ha partecipato alla soap One life to live (nota in Italia come Una vita da vivere). Dopo una pausa di lavoro, nel 1999 viene scelta per interpretare Olivia Spencer nella soap ultradecennale Sentieri; l'attrice interpreterà il ruolo fino alla chiusura della soap avvenuta il 18 settembre 2009. Nell'autunno 2009 dopo la chiusura di Sentieri, Crystal Chappell ha prodotto e interpretato la webseries Venice, in cui interpretava la protagonista Gina; la Chappell curò anche la regia di alcune scene della serie. Il 2 ottobre del 2009, 16 anni dopo la sua partenza da Il tempo della nostra vita, è tornata a riprendere il ruolo della dottoressa Carly Manning fino al 2011. A seguito della chiusura de Il tempo della nostra vita, nel maggio 2012, la Chappell entra a far parte del cast della soap opera Beautiful nel ruolo ricorrente di Danielle Spencer, da lei sostenuto fino al 2014.

## Vita privata
È sposata con Michael Sabatino, anche lui famoso attore di soap opera, ed hanno due figli.

## Filmografia

### Web series
- The Grove the series, regia di Susan Flannery (2013)
- The Inn, regia di Steve Silverman (2013)

### Televisione
- Santa Barbara (1990)
- Il tempo della nostra vita (1990-1993, 2009-2011)
- Walker Texas Ranger - serie TV, episodio 3x18 (1995)
- Una vita da vivere (1995-1997)
- Sentieri (1999-2009)
- Venice  (2009-oggi)
- Beautiful (2012-2014)